# Manuel de Llanza y Pignatelli
Manuel de Llanza y de Pignatelli de Aragón, Hurtado de Mendoza y Esquivel, Solferino 9. hercege, Coscojuela 11. márkija,  Centelles 13. grófja (Barcelona, 1858. január 28. – Barcelona, 1927. július 18.) spanyol karlista politikus volt. A 19. század végén Katalóniában a párt vezetőinek egyike volt, és 1910–1914, valamint 1917–1919 között  a regionális vezetője volt.

## Család és ifjúság
A Llanzák Katalónia egyik legrégebbi családja, amelyről már a 12. századból is maradtak fenn feljegyzések. A 17. század elején az egyik ága Vilassar de Marban telepedett le. Manuel apai nagyapja, Rafael de Llanza i de Valls (1772–1833) a napóleoni években katonáskodott, harcolt szinte egész Európában. Bebörtönözték, mivel 1808-ban megpróbált csatlakozni a franciaellenes felkeléshez (félszigeti háború).  
Rafael fia és Manuel apja, Benito Llanza y de Esquivel (1822–1863) kezdetben szintén a hadseregben szolgált. A Ministerio de Instrucción Pública főtisztviselőjeként vált ismertté az egymást követő Narváez-kormányokban, az intellektuális elit tagja, és vitákat folytatott Pablo Piferrerrel , Joan Mañé i Flaquerrel, Francesc Pi i Margall-lal, Manuel Milà i Fontanals-sal, valamint Manuel Tamayo y Baus-sal. 1849-ben apja feleségül vette Maria de la Concepción Pignatelli de Aragón y Bellonit (1824-1858), Solferino hercegnőjét és Centelles grófnőjét. 
A házaspárnak 5 gyermeke született. Gyerekkoráról keveset tudunk, de annyi bizonyos, hogy nagyon korán árva maradt; mivel idősebb bátyja csecsemőkorban hunyt el,  10 éves korára ő örökölte családja összes nemesi címét és a vagyont. Nővéreivel együtt apai nagybátyja, Rafael Llanza y Esquivel nevelte fel, aki testvérével ellentétben karlista volt. A család a Köztársaság nyilatkozatát követően elhagyta Spanyolországot, és csak 1876-ban tért vissza. Manuel beiratkozott az egyetemre a Barcelonában, és az 1870-es évek végén végzett. 1881-ben feleségül vette Maria Asunción de Bobadilla y Martínez de Arizalát (1861-1898), egy gazdag navarrai család leszármazottját (apja, Mauricio de Bobadilla y Escrivá de Romaní, aki a navarrai karlisták vezetője volt). A pár Barcelonában telepedett le. 1884 és 1895 között összesen hét gyermekük született. A legidősebb fiú, Luis Gonzaga de Llanza y de Bobadilla, testvérével, Franciscóval együtt karlista volt, de egyikük sem vált kiemelkedő politikussá.